# ماسا نیمی
ماسا نیِمی (انگلیسی: Masa Niemi; ۲۰ ژوئیهٔ ۱۹۱۴ – ۳ مهٔ ۱۹۶۰) بازیگر، طبل‌زن، و بازیگر سینما اهل فنلاند بود.